# 부채 한도
부채 한도(영어: Debt limit) 또는 국채 상한(debt ceiling)은 국가가 빌릴 수 있는 총액이나 부채를 떠안을 수 있는 한도를 제한하는 입법 메커니즘이다. 여러 국가에 부채 한도 제한이 있다.

## 설명
부채 한도는 국가가 빌릴 수 있는 총액이나 부채를 떠안을 수 있는 한도를 제한하는 입법 메커니즘이다. 일반적으로 GDP 대비 비율로 설정되지만, 일부 경우(예: 2000억 달러)에는 절대 금액으로 설정된다.

## 사용
여러 국가에서 부채 한도 법률을 시행하고 있다.
덴마크와 미국만이 GDP 대비 비율이 아닌 절대 금액으로 설정된 부채 한도를 가지고 있다. 미국 의회는 1917년부터 이 제도를 사용하기 시작했으며 1939년에는 재무부가 부채 발행에 더 많은 유연성을 가질 수 있도록 금융법을 수정했다. 덴마크에서는 1993년에 공공 부채에 대한 일상적인 책임이 재무부에서 덴마크 국립은행으로 이관되면서 헌법적 면제 조항으로서 부채 한도가 필요해졌다. 이는 법적 형식으로 간주되며, 결과적으로 덴마크 의회의 광범위한 합의에 따라 실제 부채보다 훨씬 높은 한도가 설정되어 한도 자체가 무의미해졌다(한 번 인상된 적이 있는데, 2010년 부채가 한도의 약 3분의 2에 달했을 때, 즉 한도에 가장 근접했을 때 한도가 두 배 이상으로 인상되었다).
GDP 대비 비율로 설정된 한도는 더 널리 퍼져 있다. 폴란드는 헌법상 공공 부채 한도가 GDP의 60%로 설정되어 있으며, 법적으로 이 한도를 초과하는 예산은 통과될 수 없다. GDP 대비 부채 한도를 가진 다른 국가로는 케냐, 말레이시아, 나미비아, 파키스탄 등이 있다. 마스트리흐트 조약의 일부로서, 유럽 연합 회원국의 모든 회원국(영국은 회원국이었을 때 EMU 규정에서 조약 옵트아웃을 가지고 있었던 것을 제외하고)은 1992년부터 조약 입법 및 유럽 연합 법률을 통해 일반 정부 부채를 GDP의 60% 미만(또는 미래에 60% 한도를 준수하는 방향으로 충분히 천천히 감소하는 궤도)으로 유지하고 연간 일반 정부 예산 적자를 GDP의 3% 미만(또는 초과할 경우 향후 몇 년 동안 충분히 허용 가능한 감소 속도로 수정되어야 함)으로 유지하기로 약속했다. EU 부채 규칙 및 적자 규칙 개정(일명 안정과 성장에 관한 협약)이 계획되어 있다. 이 개정안이 2024년 봄에 합의되고 채택되었을 때, 전체 조약 입법에는 아무런 변경이 없었고, SGP 관련 규정만이 변경되어 국가들이 미래에 조약에 정의된 최대 GDP 대비 60% 부채 수준과 GDP 대비 3% 예산 적자 수준을 준수하기 위해 잠재적인 과도한 적자 또는 부채 수준을 얼마나 빠르고 유연하게 수정해야 하는지를 정의하는 사소한 변경만 있었다.
2007년부터 2013년까지 호주에는 부채 한도가 있었는데, 이는 호주 정부가 빌릴 수 있는 금액을 제한했다. 이 부채 한도는 2013년 12월 10일 폐지될 때까지 1911년 영연방 등록 주식법(Commonwealth Inscribed Stock Act 1911) 제5조 (1)항에 포함되어 있었다. 이 법정 한도는 2007년 러드 행정부에 의해 $750억으로 설정되었다. 2009년에는 $2000억으로, 2011년에는 $2500억으로, 2012년 5월에는 $3000억으로 인상되었다. 2013년 11월, 재무장관 조 하키는 2013년 12월 중순까지 한도가 소진될 것이라며 의회에 부채 한도를 $3000억에서 $5000억으로 인상해 줄 것을 요청했다. 오스트레일리아 녹색당의 지지를 받아, 애벗 행정부는 오스트레일리아 노동당의 반대에도 불구하고 부채 한도를 폐지했다.

## 같이 보기
- 독일의 부채 제동
- 국가별 공공 부채 목록
- 자연적 차입 한도